# Felip Ribot
Felip Ribot (Girona,? - Peralada, 1398) fou un frare carmelita català.Va residir al convent de Girona, des d'on va treballar com a definidor de la província en capítols generals de l'orde entre 1380 i 1387. Va publicar diverses obres piadoses analitzant l'origen de l'orde dels carmelites, així com dels seus integrants més destacats, que no es van publicar per primera vegada fins al 1507 a Venècia, amb els títols De institutione et gestis Carmelitarum peculiaribus libri X i De Viribus Illustribus Ordinis Carmelitarum.